# Benoit Valentin
Benoit Valentin (ur. 8 grudnia 1992 w Écully) – francuski narciarz dowolny, specjalizujący się half-pipe'ie. W 2014 roku wystartował na później igrzyskach olimpijskich w Soczi, gdzie zajął dziesiąte miejsce. Był też ósmy podczas mistrzostw świata w Deer Valley w 2011 roku i rozgrywanych sześć lat później mistrzostw świata w Sierra Nevada. W Pucharze Świata zadebiutował 13 stycznia 2008 roku w Contamines, zajmując 22. miejsce. Tym samym już w swoim debiucie zdobył pierwsze pucharowe punkty. Na podium zawodów tego cyklu po raz pierwszy stanął 21 stycznia 2011 roku w Kreischbergu, kończąc rywalizację w halfpipe'ie na drugiej pozycji. Uplasował się tam między swoim rodakiem, Xavierem Bertonim i Nilsem Lauperem ze Szwajcarii. Najlepsze wyniki osiągnął w sezonie 2010/2011, kiedy to w klasyfikacji halfpipe'a wywalczył Małą Kryształową Kulę. Ponadto w sezonie 2016/2017 zajął drugie miejsce, a w sezonie 2015/2016 był trzeci w tej klasyfikacji.

## Osiągnięcia

### Igrzyska olimpijskie
| Miejsce | Dzień     | Rok  | Miejscowość | Konkurencja | Zwycięzca  |
| ------- | --------- | ---- | ----------- | ----------- | ---------- |
| 10.     | 18 lutego | 2014 | Soczi       | Halfpipe    | David Wise |

### Mistrzostwa świata
| Miejsce | Dzień    | Rok  | Miejscowość   | Konkurencja | Zwycięzca      |
| ------- | -------- | ---- | ------------- | ----------- | -------------- |
| 8.      | 5 lutego | 2011 | Deer Valley   | Halfpipe    | Micheal Riddle |
| 8.      | 18 marca | 2017 | Sierra Nevada | Halfpipe    | Aaron Blunck   |

### Puchar Świata

#### Miejsca w klasyfikacji generalnej
- sezon 2007/2008: 168.
- sezon 2008/2009: 163.
- sezon 2010/2011: 11.
- sezon 2011/2012: 75.
- sezon 2012/2013: 49.
- sezon 2013/2014: 130.
- sezon 2014/2015: 24.
- sezon 2015/2016: 8.
- sezon 2016/2017: 12.
- sezon 2017/2018: 132.

#### Miejsca na podium  w zawodach
1. Kreischberg – 21 stycznia 2011 (halfpipe) – 2. miejsce
2. Mammoth Mountain – 4 marca 2012 (halfpipe) – 3. miejsce
3. Copper Mountain – 6 grudnia 2014 (halfpipe) – 3. miejsce
4. Cardrona – 23 sierpnia 2015 (halfpipe) – 3. miejsce
5. Park City – 5 lutego 2016 (halfpipe) – 2. miejsce
6. Tignes – 10 marca 2016 (halfpipe) – 3. miejsce
7. Copper Mountain – 17 grudnia 2016 (halfpipe) – 2. miejsce
8. Bokwang – 18 lutego 2017 (halfpipe) – 3. miejsce